# Mike Figgis
Michael „Mike“ Figgis (* 28. února 1948) je anglický filmový režisér, spisovatel a hudební skladatel.

## Osobní život
Narodil se ve městě Carlisle, největším sídle hrabství Cumbria a vyrostl v Africe. Několik let udržoval vztah s herečkou Saffron Burrowsovou, kterou obsadil do několika filmů. Je bratrancem irských filmových tvůrců Jonathana Figgise a Jasona Figgise, kteří založili produkční firmu October Eleven Pictures. Jeho synové Arlen Figgis a Louis Figgis pracují také ve filmovém průmyslu, první jako střihač, druhý jako producent.
Začínal jako klávesista první kapely Bryana Ferryho Gas Board. V roce 1983 režíroval divadelní hru produkovanou Theatre Gerard-Philipe (Saint-Denis, Paříž), jež se setkala s příznivým ohlasem na Grenadském festivalu, stejně jako v mnichovském Theater der Welt. Zkoušel také experimentální divadlo v souboru The People Show, které opustil v roce 1980, aby založil vlastní společnost Mike Figgis Group.
Po hudební a divadelní zkušenosti učinil filmový debut v pozici režisér, když v roce 1988 natočil nízkorozpočtový snímek Bouřlivé pondělí. V odvážném thrilleru Vnitřní záležitosti z roku 1990 pomohl oživit kariéru Richarda Gerea. V roce 1993 obsadil stejného herce do romantického snímku Mr. Jones, který ovšem zůstal filmovým studiem nepochopen. To se film pokusilo prodat jako pesimistický příběh, po kterém se budou diváci cítit dobře, výsledkem byl propadák. Rozčarovaný režisér z filmového průmyslu začal pracovat na nízkorozpočtovém snímku Leaving Las Vegas, do kterého obsadil Nicolase Cage a Elisabeth Shue. Snímek byl překvapivě vysoce oceněn kritikou, získal Oscara pro herce v hlavní roli a jemu samotnému první oscarové nominace za nejlepší režii a nejlepší scénář. V roce 1999 natočil další nízkorozpočtové drama Ztráta sexuální nevinnosti, volně na motivy vlastní biografie.
Stal se patronem online společenství nezávislých a začínajících filmařů Shooting People.

## Filmografie

### Režijní
- 2012 – Suspension of Disbelief
- 2010 – The Co(te)lette Film
- 2010 – 42 One Dream Rush
- 2009 – Razorlight: Hostage of Love
- 2008 – Love Live Long
- 2008 – Zákon podle Canterburyové (televizní seriál)
- 2003 – Cold Creek Manor
- 2002 – * 2002 povídka About Time 2 v projektu Dalších deset minut (Ten Minutes Older)
- 2001 – Hotel
- 2000 – Časový kód
- 1999 – Julie
- 1999 – Rodina Sopránů (televizní seriál)
- 1999 – Ztráta sexuální nevinnosti
- 1997 – Láska na jednu noc
- 1995 – Leaving Las Vegas
- 1994 – Profesor odchází
- 1993 – Mr. Jones
- 1991 – Sen lásky
- 1991 – Women & Men 2: In Love There Are No Rules (televizní film)
- 1990 – Vnitřní záležitosti
- 1988 – Bouřlivé pondělí
- 1984 – The House (televizní film)

### Dokumentární
- 2011 – China-Town
- 2011 – Lucrezia Borgia
- 2009 – One & Other a Portrait of Trafalgar Square
- 2009 – 3 Minute Wonder (televizní seriál)
  - Jeff Koons
  - Dan Flavin
  - Marcel Duchamp
  - This Is Sculpture: Carl Andre
- 2002 – Blues (televizní seriál)
- 2001 – The Battle of Orgreave
- 1997 – Flamenco Women

### Herecká
- 2015 – M.L.E.
- 2013 – Cold
- 2012 – Cats and Trees
- 1997 – One Night Stand
- 2003 – The Making of 'Invasion of the Freedom Snatchers'
- 1997 – Láska na jednu noc
- 1995 – Leaving Las Vegas
- 1990 – Vnitřní záležitosti

### Filmová hudba
- 2016 – Sound of Sun
- 2012 – Suspension of Disbelief
- 2008 – Love Live Long
- 2007 – The 4 Dreams of Miss X (Video)
- 2003 – Cold Creek Manor
- 2001 – Hotel
- 2000 – Timecode
- 1999 – Miss Julie
- 1999 – The Loss of Sexual Innocence
- 1997 – One Night Stand
- 1995 – Leaving Las Vegas
- 1991 – Liebestraum
- 1990 – Internal Affairs
- 1988 – Stormy Monday
- 1984 – The House (TV)